# HMS Little Belt (1807)
Pour les autres navires du même nom, voir HMS Little Belt.
Le Lillebælt  est un navire danois de 22 canons lancé en 1801. La Royal Navy le capture en 1807, il devient le HMS Little Belt et est armée de 22 canons. Il est détruit en 1811.

## Histoire
Il est construit en 1801 au Danemark, puis capturé en 1807 par les britanniques lors de la bataille de Copenhague. En 1811, il est engagé dans une bataille contre l'USS President, le bateau américain le confond avec le HMS Guerriere cette bataille porte le nom de Little Belt Affair. Le HMS Little Belt est détruit en 1811. 